# STS-80
STS-80 var en flygning i det amerikanska rymdfärjeprogrammet med rymdfärjan Columbia. Den sköts upp från Pad 39B vid Kennedy Space Center i Florida den 19 november 1996. Efter drygt sjutton dagar i omloppsbana runt jorden återinträdde rymdfärjan i jordens atmosfär och landade vid Kennedy Space Center.
Uppskjutningen var ursprungligen planerad till den 31 oktober 1996 men sköts fram till den 19 november på grund av ett flertal orsaker. Även landningen, vilken ursprungligen var planerad till den 5 december, sköts fram till den 7 december på grund av två dagar med dåligt väder. Uppdraget varade i 17 dagar, 15 timmar och 53 minuter och var den längsta flygningen gjord av en amerikansk rymdfärja.
Man planerade att göra två rymdpromenader, men problem med rymdfärjans luftsluss gjorde att dessa inte kunde genomföras.

## Väckningar
Under Geminiprogrammet började NASA spela musik för besättningar och sedan Apollo 15 har man varje "morgon" väckt besättningen med ett musikstycke, särskilt utvalt antingen för en enskild astronaut eller för de förhållanden som råder.
| Dag | Låt                                    | Artist/Kompositör |
| --- | -------------------------------------- | ----------------- |
| 2   | "I Can See for Miles"                  | The Who           |
| 3   | Tema från "Fireball XL5"               | Barry Gray        |
| 4   | "Roll With the Changes"                | REO Speedwagon    |
| 5   | "Reelin’ and Rockin"                   | Chuck Berry       |
| 6   | "Roll with It"                         | Steve Winwood     |
| 7   | "Good Times Roll"                      | The Cars          |
| 8   | "Red Rubber Ball"                      | The Cyrkle        |
| 9   | "Alice’s Restaurant"                   | Arlo Guthrie      |
| 10  | "Some Guys Have All the Luck"          | Robert Palmer     |
| 11  | "Changes"                              | David Bowie       |
| 12  | "Break On Through (To the Other Side)" | The Doors         |
| 13  | "Shooting Star"                        | Bad Company       |
| 14  | "Stay"                                 | Jackson Browne    |
| 15  | "Return to Sender"                     | Elvis Presley     |
| 16  | "Should I Stay or Should I Go"         | The Clash         |
| 17  | "Nobody Does It Better"                | Carly Simon       |
| 18  | "Please Come Home For Christmas"       | Sawyer Brown      |